# Pteropurpura festiva
Pteropurpura festiva är en snäckart som först beskrevs av Hinds 1844.  Pteropurpura festiva ingår i släktet Pteropurpura och familjen purpursnäckor. Inga underarter finns listade i Catalogue of Life.